# Жлудкін (Гай-Гаєвський) Олекса Іванович
Жлудкін (Гай-Гаєвський) Олекса Іванович (1 лютого 1896, м. Київ — ?) — підполковник Армії УНР, діяч УВО та ОУН.

## Біографія
На військовій службі з 21 листопада 1914 року. Останнє звання у російській армії — поручик.
З 25 грудня 1917 р. — скарбник українізованого 2-го Окремого кінно-гірського дивізіону. З 23 квітня 1918 р. перебував у запасі. З 24 жовтня 1918 р. — молодший старшина Сердюцького гарматного полку Армії Української Держави. З 16 грудня 1918 р. — молодший старшина Гарматної бригади Січових стрільців військ Директорії. З 1 січня 1919 р. — старший старшина 1-ї батареї Січових стрільців Дієвої армії УНР. З 1 квітня 1919 р. — командир 1-ї (Синьої) батареї 3-го гарматного полку Січових стрільців Дієвої армії УНР. З 4 червня 1919 р. — командир кінно-гірської батареї 1-го гарматного полку Січових стрільців Дієвої армії УНР. З 20 листопада 1919 р. перебував на території, окупованій більшовиками. З 7 травня 1920 року — старшина 16-го легкого гарматного куреня 6-ї Січової дивізії Армії УНР.
З 1923 по 1928 рр. — навчався на лісовому відділі Української господарської академії у Подєбрадах. Був членом Української Військової Організації та Організації Українських Націоналістів, редактором часопису «Розбудова Держави».

## Вшанування пам'яті
28 травня 2011 року у мікрорайоні Оболонь було відкрито пам'ятник «Старшинам Армії УНР — уродженцям Києва». Пам'ятник являє собою збільшену копію ордена «Хрест Симона Петлюри». Більш ніж двометровий «Хрест Симона Петлюри» встановлений на постаменті, на якому з чотирьох сторін світу закріплені меморіальні дошки з іменами 34 старшин Армії УНР та Української Держави, які були уродженцями Києва (імена яких вдалося встановити історикам). Серед іншого вигравіруване й ім'я Олекси Жлудкіна.